# シュガーソルト
『シュガーソルト』は日本のロックバンド・sumikaの楽曲。デジタル・シングルとして2023年12月16日にリリースされた。

## 概要
- 前作から約2か月ぶりとなるリリース。
- 名古屋のFMラジオ局「ZIP-FM」の開局30周年を記念した、10月から3か月連続で発表されているANNIVERSARY SONGのラスト第3弾として書き下ろされた[2][3]。